# Vietnam Veterans Against the War

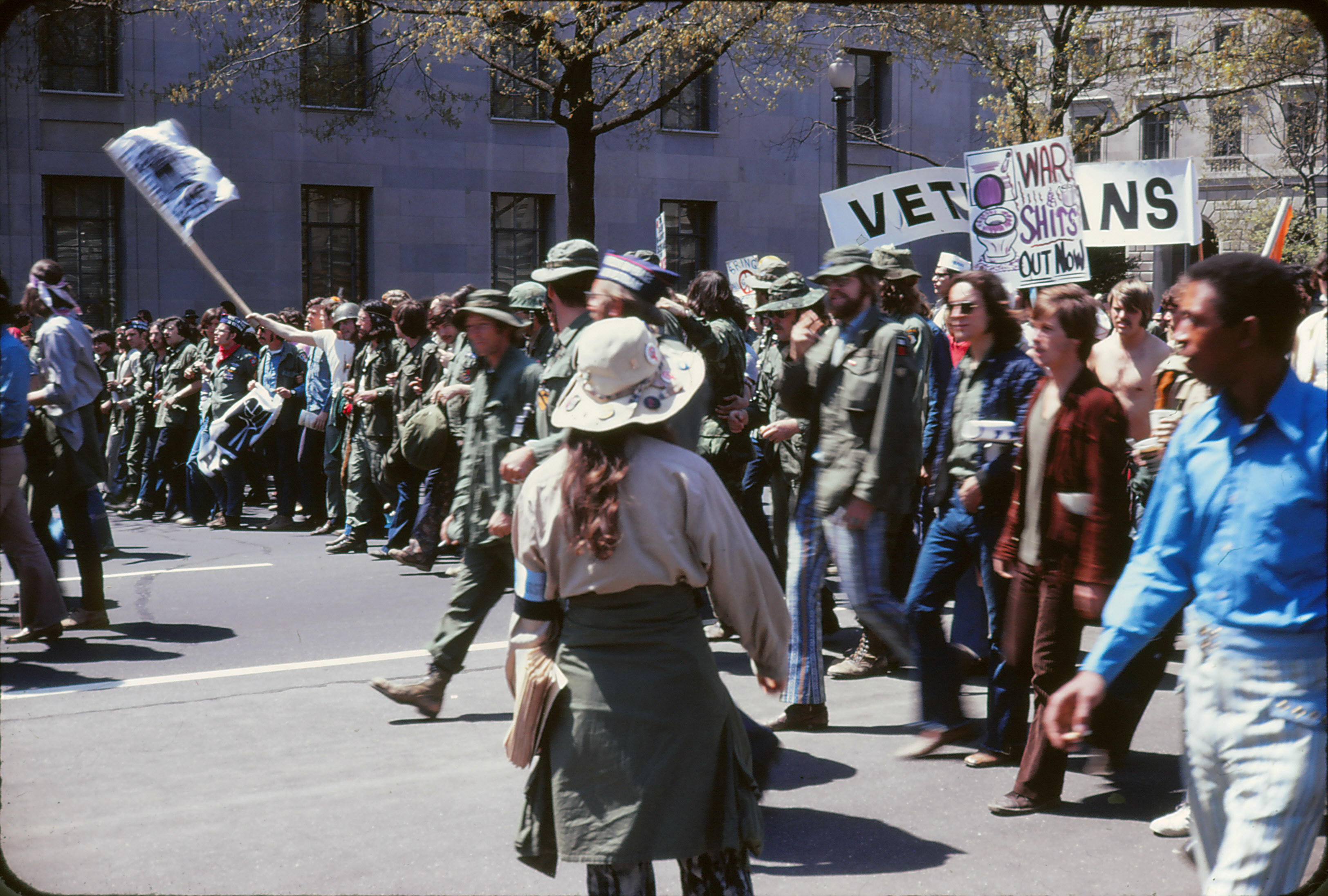
Demonstracja weterańska w Waszyngtonie (1971)

Vietnam Veterans Against the War (VVAW) jest organizacją niedochodową powstałą na połowie lat sześćdziesiątych XX wieku dla wyrażania sprzeciwu wobec wojny wietnamskiej. Po zakończeniu tej wojny VVAW zaczęła przedstawiać się jako ogólnokrajowa organizacja weterańska walcząca o pokój, sprawiedliwość i prawa dla wszystkich weteranów wojen, jakie prowadziły i prowadzą Stany Zjednoczone. Dwa razy do roku wydaje pismo „The Veteran”, wcześniej ukazujące się jako „1st Casualty” (1971–1972) a następnie jako „Winter Soldier” (1973–1975). VVAW uważa się za organizację antywojenną, ale nie mającą nic wspólnego z pacyfizmem. 
Liczba członków-weteranów wahała się od niemal 25 000 w okresie największego natężenia wojny wietnamskiej po mniej niż kilka tysięcy w następnych dziesięcioleciach. I chociaż weterani stanowili zaledwie ułamek milionów, które angażowały się w ruch antywojenny w latach 1965–1975, VVAW nadal uważana jest powszechnie za jedną z najbardziej wpływowych organizacji antywojennych w Ameryce.
Początkowo słowa „Vietnam Veterans Against the War” były jedynie transparentowym sloganem przygotowywanej na 15 kwietnia 1967 roku demonstracji antywojennej, jaka pod hasłem Wiosennej Mobilizacji na rzecz Zakończenia Wojny zgromadziła około 400 000 uczestników. Z tłumu wyłoniono około dwudziestu stojących pod własnym transparentem weteranów wojny wietnamskiej, a wśród nich Jana "Barry'ego" Crumba, absolwenta West Point służącego w czasie wojny jako radiooperator samolotu transportowego. 
Po zakończeniu manifestacji Crumb i pięciu innych zebrało się celem utworzenia ruchu antywojennego weteranów niechcianego zagranicznego konfliktu. Mając do dyspozycji tylko telefon w biurze Komitetu Organizacyjnego Parady Pokojowej Piątej Alei w Nowym Jorku, zdołali utworzyć VVAW.
Strona internetowa VVAW podaje między innymi:

Vietnam Veterans Against the War (VVAW) jest ogólnokrajową organizacją weterańską założoną w roku 1967 w Nowym Jorku przez sześciu weteranów wojny wietnamskiej biorących tam udział w pokojowej manifestacji. Powstała by wspierać rosnący sprzeciw powracających żołnierzy i (ich) kobiet dla wciąż trwającej wojny w Indochinach....

VVAW informuje na ww. stronie, że jej główne cele to pomoc dla weteranów potrzebujących opieki medycznej, w tym ofiar Agent Orange i innych środków chemicznych. VVAW zabiegała także o amnestię dla tych, którzy nie stawili się do poboru uciekając za granicę.
Do końca roku 1969 organizacja nie była zbyt liczna, zyskując zaledwie kilkuset członków rocznie. Dopiero gdy administracja Nixona podjęła decyzję o inwazji Kambodży, a w roku 1970 doszło do masakry na Kent University, VVAW zaczęła rosnąć i szybko osiągnęła liczbę 5000 członków. W marcu 1971 roku tajny agent FBI donosił, że liczebność organizacji wzrosła z 1500 do 12 000 osób. Popularne pismo Rampart w lecie tegoż roku informowało, że VVAW miała około 11 000 członków.